# Stanisław Michno
 (octobre 2012).
Stanisław Michno, né en 1936, est un acteur et metteur en scène polonais. 
Il est, depuis 1994, directeur de la troupe Teatr M.I.S.T. (pl) de Cracovie, qu'il a fondée.

## Filmographie
Acteur
- 1979 : Szansa (La Chance)

## Spectacles pour la scène
- Spectacles sous la direction de Tadeusz Kantor (Théâtre Cricot 2) présentés à la télévision polonaise
  - 1992 : Dziś są moje urodziny (Aujourd'hui, c'est mon anniversaire)
  - 1990 : Nigdy tu już nie powrócę (Je ne reviendrai plus jamais ici)[2]
  - 1982 : Alexis Nikolaïevitch Tolstoï, Kulawy książę (Le Seigneur boiteux),
- 2001 : Aż do śmierci  (Jusqu'à la mort) d'Amos Oz
- 2012 : Ce formidable bordel ! d'Eugène Ionesco (rôle du vieux Russe à la canne)

## Metteur en scène et directeur
- 1994 : Shakespeare, mon amour d'après les œuvres de Shakespeare
- 1995 : Gimpel d'après Isaac Bashevis Singer
- 1997 : Magiczna moc (La Force magique) présenté au Fringe Festival d’Édimbourg
- 1998 : Szwejk d'après Les Aventures du brave soldat Švejk de Jaroslav Hašek
- 2000 : Grabiec - król dzwonkowy i świat fantastyczny d'après les Balladyny de Juliusz Słowacki.
- 2003 : Love Story d'après Bohumil Hrabal
- 2004 : Moskwa-Pietuszki d'après Venedikt Erofeïev
- 2005 : Ulysse d'après l'œuvre éponyme de James Joyce
- 2012 : Ce formidable bordel ! d'Eugène Ionesco